# TMY
TMY är ett sexaxligt dieselelektriskt lok som är vanligt hos svenska privata järnvägsbolag.
Loken byggdes ursprungligen av Nohab på femtiotalet åt danska DSB där de hade littera MY. På 1990-talet började DSB göra sig av med loken, delvis efter införskaffande av modernare diesellok, delvis efter påbörjad elektrifiering. Samtidigt hade flera svenska bolag behov av lok. Det ledde till att sju MY-lok hamnade i Sverige, varav fem hos Tågab. Sammanlagt har 17 lok importerats till Sverige. Ett av loken (1111) blev ombyggt tidigt 2000-tal av STT med miljövänligare motor från Cummins. Man kan skilja på detta lok och andra lok genom att insugsgrillen är större på ena sidan. Loket finns numera hos STAB.
På grund av lokens ursprung kallas loken tillsammans med andra danska lok importerade till Sverige (TMX, TMZ och TME) för "gammeldanskar".